# Samuel Hadida
Pour les articles homonymes, voir Hadida.
Samuel Hadida, né le 17 décembre 1953 à Casablanca au Maroc et mort le 26 novembre 2018 à Santa Monica (Californie,), est un producteur français de films.

## Biographie
Samuel Hadida a étudié à Paris[précision nécessaire][réf. nécessaire].
Il a notamment mis à l'écran cinq films de la très populaire saga de jeux vidéo Resident Evil. Il a aussi fait de même pour  Silent Hill.
Au début des années 1980, Samuel Hadida et son frère Victor ont rejoint la société Metropolitan Filmexport fondée par leur père David Hadida en 1978. La société est devenue plus tard un distributeur indépendant à succès de films dans le monde francophone. Samuel Hadida a formé une nouvelle société, Davis Films, en 1990, et a produit plus de trente films hollywoodiens de 1993 à 2006, True Romance étant le premier. Metropolitan Filmexport est le distributeur français actuel pour les films de Lionsgate et, anciennement, New Line Cinema (Warner Bros sort maintenant les films de New Line Cinema).[réf. nécessaire]

## Filmographie
- 1984 : Venus
- 1993 : Only the Strong, la loi du plus fort (Only the Strong)
- 1993 : True Romance de Tony Scott
- 1993 : Necronomicon (H.P. Lovecraft's: Necronomicon)
- 1994 : Killing Zoe de Roger Avary
- 1995 : The Expert
- 1995 : Crying Freeman de Christophe Gans
- 1996 : Freeway de Matthew Bright
- 1996 : Pinocchio (The Adventures of Pinocchio) de Steve Barron
- 1997 : Chasse au rhinocéros à Budapest (Rhinoceros Hunting in Budapest)
- 1997 : Nirvana de Gabriele Salvatores
- 1999 : Les Rênes du pouvoir (The Big Brass Ring)
- 1999 : Inferno de John G. Avildsen
- 1999 : Freeway II: Confessions of a Trickbaby
- 2000 : Dancing at the Blue Iguana de Michael Radford
- 2001 : Le Pacte des loups de Christophe Gans
- 2002 : Resident Evil de Paul W. S. Anderson
- 2002 : Spider de David Cronenberg
- 2002 : Sueurs de Louis-Pascal Couvelaire
- 2002 : Entre chiens et loups d'Alexandre Arcady
- 2002 : Les Lois de l'attraction (The Rules of Attraction) de Roger Avary
- 2004 : Au bout du monde à gauche (Sof Ha'Olam Smola)
- 2004 : Resident Evil: Apocalypse
- 2004 : Cinq enfants et moi (Five Children and It)
- 2004 : Nouvelle-France de Jean Beaudin
- 2004 : Le Pont du roi Saint-Louis (The Bridge of San Luis Rey) de Mary McGuckian
- 2005 : El Aura de Fabián Bielinsky
- 2005 : Domino de Tony Scott
- 2005 : Lassie
- 2006 : Silent Hill de Christophe Gans
- 2006 : Le Parfum (Perfume: The Story of a Murderer) de Tom Tykwer
- 2007 : Resident Evil: Extinction
- 2007 : Le Merveilleux Magasin de Mr. Magorium (Mr. Magorium’s Wonder Emporium) de Zach Helm
- 2008 : Le secret de Moonacre
- 2009 : L'Imaginarium du docteur Parnassus (The Imaginarium of Doctor Parnassus) de Terry Gilliam
- 2009 : Solomon Kane de Michael J. Bassett
- 2010 : Les chemins de la liberté de Peter Weir
- 2010 : Resident Evil: Afterlife de Paul W. S. Anderson
- 2010 : Return to Castle Wolfenstein
- 2011 : Silent Hill: Revelation 3D de Michael J. Bassett
- 2015 : Un plus une de Claude Lelouch
- 2016 : Criminal d'Ariel Vromen
- 2016 : Resident Evil : Chapitre final
- 2018 : Love Addict de Frank Bellocq
- 2018 : Le Flic de Belleville de Rachid Bouchareb
- 2019 : Lucky Day de Roger Avary